# Шиферштат
Шиферштат (њем. Schifferstadt) град је у њемачкој савезној држави Рајна-Палатинат. Једно је од 25 општинских средишта округа Рајна-Палатинат. Према процјени из 2010. у граду је живјело 19.533 становника. Посједује регионалну шифру (AGS) 7338025.

## Географски и демографски подаци
Шиферштат се налази у савезној држави Рајна-Палатинат у округу Рајна-Палатинат. Град се налази на надморској висини од 104 метра. Површина општине износи 28,0 km². У самом граду је, према процјени из 2010. године, живјело 19.343 становника. Просјечна густина становништва износи 690 становника/km².

## Међународна сарадња
| Мјесто   | Држава | Врста сарадње | Од    |
| -------- | ------ | ------------- | ----- |
| Фредерик | САД    | пријатељство  | 1982. |
| Извор    |        |               |       |